# Хоккей с мячом на Универсиадах
Соревнования по хоккею с мячом проводились на зимних Универсиадах единственный раз — в 2019 году как факультативный (не включённый в основную программу каждой Универсиады как обязательный) вид спорта.

## Призёры соревнований

### Мужчины
| Год  | Золото | Серебро | Бронза   |
| ---- | ------ | ------- | -------- |
| 2019 | Россия | Швеция  | Норвегия |

### Женщины
| Год  | Золото | Серебро | Бронза   |
| ---- | ------ | ------- | -------- |
| 2019 | Швеция | Россия  | Норвегия |

## Медальный зачёт

### Мужчины
| Место          | Страна         | Золото | Серебро | Бронза | Всего |
| -------------- | -------------- | ------ | ------- | ------ | ----- |
| 1              | Россия         | 1      | 0       | 0      | 1     |
| 2              | Швеция         | 0      | 1       | 0      | 1     |
| 3              | Норвегия       | 0      | 0       | 1      | 1     |
| Всего стран: 3 | Всего стран: 3 | 1      | 1       | 1      | 3     |

### Женщины
| Место          | Страна         | Золото | Серебро | Бронза | Всего |
| -------------- | -------------- | ------ | ------- | ------ | ----- |
| 1              | Швеция         | 1      | 0       | 0      | 1     |
| 2              | Россия         | 0      | 1       | 0      | 1     |
| 3              | Норвегия       | 0      | 0       | 1      | 1     |
| Всего стран: 3 | Всего стран: 3 | 1      | 1       | 1      | 3     |